# Ángel David Martínez (futbolista)
Ángel David Martínez (Capiatá, Central, Paraguay; 13 de abril de 1989) es un futbolista paraguayo. Juega de defensor y su equipo actual es el CS Ameliano  de la Primera División de Paraguay.

## Trayectoria
En el 2013 y 2014 jugó por el Club Deportivo Capiatá. En el primer semestre del año 2015 fue a préstamo por un año a jugar en el Club Cerro Porteño, pero no tuvo muchas oportunidades. Para el primer semestre del 2016 vuelve al Dep. Capiatá, gracias a su buen desempeño al segundo semestre del 2016 fue transferido al Club Libertad.

## Clubes
| Club                     | País     | Año           |
| ------------------------ | -------- | ------------- |
| Dep. Capiatá             | Paraguay | 2013-2016     |
| Cerro Porteño (préstamo) | Paraguay | 2015          |
| Libertad                 | Paraguay | 2016          |
| Rubio Ñu                 | Paraguay | 2017          |
| Volta Redonda            | Brasil   | 2018          |
| Dep. Capiatá             | Paraguay | 2019          |
| Guaireña                 | Paraguay | 2020          |
| Sportivo Luqueño         | Paraguay | 2021          |
| River Plate              | Paraguay | 2022          |
| CS Ameliano              | Paraguay | 2022-presente |

## Palmarés

### Títulos nacionales
| Título          | Club          | País     | Año  |
| --------------- | ------------- | -------- | ---- |
| Torneo Apertura | Cerro Porteño | Paraguay | 2015 |